# Trox oustaleti
Trox oustaleti is een keversoort uit de familie beenderknagers (Trogidae). De wetenschappelijke naam van de soort is voor het eerst geldig gepubliceerd in 1879 door Scudder.